# Grušovlje
Grušovlje is een plaats in Slovenië en maakt deel uit van de gemeente Rečica ob Savinji in de NUTS-3-regio Savinjska. De plaats telde 82 inwoners op 1 januari 2020.